# دوبرا وولا (شهرستان نوو دوور مازوویتسکی)
دوبرا وولا (به لهستانی:  Dobra Wola) یک روستا در لهستان است که در گمینا ناشلسک واقع شده‌است.